# Nguyễn Thành Long Giang
Nguyễn Thành Long Giang là một cựu cầu thủ bóng đá người Việt Nam chơi ở vị trí trung vệ hoặc hậu vệ cánh. Anh từng thi đấu lại V-League cho các đội: Tiền Giang, Hà Nội T&T, Navibank Sài Gòn, Đồng Nai. Long Giang là trung vệ số một của đội tuyển U-23 Việt Nam tại Sea Games XXV (2009) và Sea Games XXVI (2011), lần lượt dưới thời Henrique Calisto và Falko Goetz.

## Sự nghiệp cầu thủ
Ở tuổi 23, anh đã được xếp đá chính ở đội tuyển quốc gia dự vòng loại World Cup 2014.
Mùa giải 2011, Long Giang được CLB Navibank Sài Gòn chiêu mộ với bản hợp đồng ba tỷ đồng. Anh ghi một trong những bàn thắng nhanh bậc nhất lịch sử V-League vào lưới CLB Hải Phòng ở vòng 21, với cú sút xa ngay từ phút đầu tiên của trận đấu.

## Dàn xếp tỷ số trận đấu
Ngày 19 tháng 7 năm 2014, Long Giang cùng 5 cầu thủ khác của đội Đồng Nai bị bắt tạm giam vì tham gia dàn xếp tỷ số trận Đồng Nai thua Quảng Ninh 3-5 tại vòng 21 V-League 2014. Không lâu sau, VFF và AFC ra thông báo cấm vĩnh viễn các cầu thủ này tham gia vào các hoạt động bóng đá do VFF và AFC tổ chức.
Với hành vi tham gia dàn xếp tỷ số trận đấu, Long Giang bị Tòa án nhân dân tỉnh Đồng Nai (cấp sơ thẩm) tuyên án 2 năm tù treo về tội đánh bạc. Long Giang và các cầu thủ tham gia dàn xếp tỷ số trận đấu không kháng cáo, nhưng Viện kiểm sát kháng nghị theo hướng tăng nặng hình phạt. Tại phiên tòa phúc thẩm, Long Giang bị Tòa án nhân dân Cấp cao tại Thành phố Hồ Chí Minh tăng nặng hình phạt thành 2 năm tù giam.

## Đánh giá
Mặc dù chỉ có chiều cao trung bình so với các cầu thủ bóng đá, nhưng Long Giang được đánh giá là hậu vệ có khả năng phán đoán điểm rơi, đọc tình huống xuất sắc, và có những cú tắc bóng chính xác. Anh còn được đánh giá cao ở sự điềm tĩnh, chắc chắn, và sự đa năng khi chơi được ở cả vị trí trung vệ và hậu vệ cánh

## Thành tích
Cùng đội tuyển U-23 Việt Nam:
- Á quân Sea Games XXV
- Hạng 4 Sea Games XXVI

Cá nhân:
- Cầu thủ trẻ xuất sắc nhất Việt Nam (2): 2006, 2007